# Hans Hateboer
Hans Hateboer (* 9. Januar 1994 in Beerta) ist ein niederländischer Fußballspieler, der seit 2024 bei Stade Rennes unter Vertrag steht. Er spielt als Außenverteidiger und steht seit März 2018 im Kader der niederländischen Fußballnationalmannschaft.

## Karriere

### Im Verein
Hateboer kam von der Jugend des FC Groningen in die erste Mannschaft, für die er am 27. Oktober 2013 unter Erwin van de Looi sein Debüt in der Eredivisie gegen Vitesse Arnheim gab. In seiner zweiten Saison gewann er mit Groningen den niederländischen Pokal, woraufhin das Team in der darauffolgenden Saison in der UEFA Europa League spielte.
Im Januar 2017 wechselte Hateboer für 1,5 Mio. € nach Italien zu Atalanta Bergamo. In der Saison 2017/18, seiner zweiten für Atalanta, erreichte das Team die Zwischenrunde der Europa League, wo es jedoch gegen Borussia Dortmund ausschied. In den zwei folgenden Spielzeiten gelang Hateboer mit Atalanta der Einzug in die Champions League. In der Champions-League-Saison 2019/20 schied man erst im Viertelfinale gegen Paris Saint-Germain aus, in der Saison 2020/21 war im Achtelfinale gegen Real Madrid Endstation. Mit Stand April 2021 kommt Hateboer auf sechs Einsätze in der Champions League.

### In der Nationalmannschaft
Am 23. März 2018 debütierte Hans Hateboer in der A-Nationalmannschaft in einem Testspiel gegen England, wo er in der Startelf stand.

## Erfolge

### FC Groningen
- KNVB-Pokal-Sieger 2014/15

### Atalanta Bergamo
- Europa-League-Sieger: 2024